# Ujfalussy József

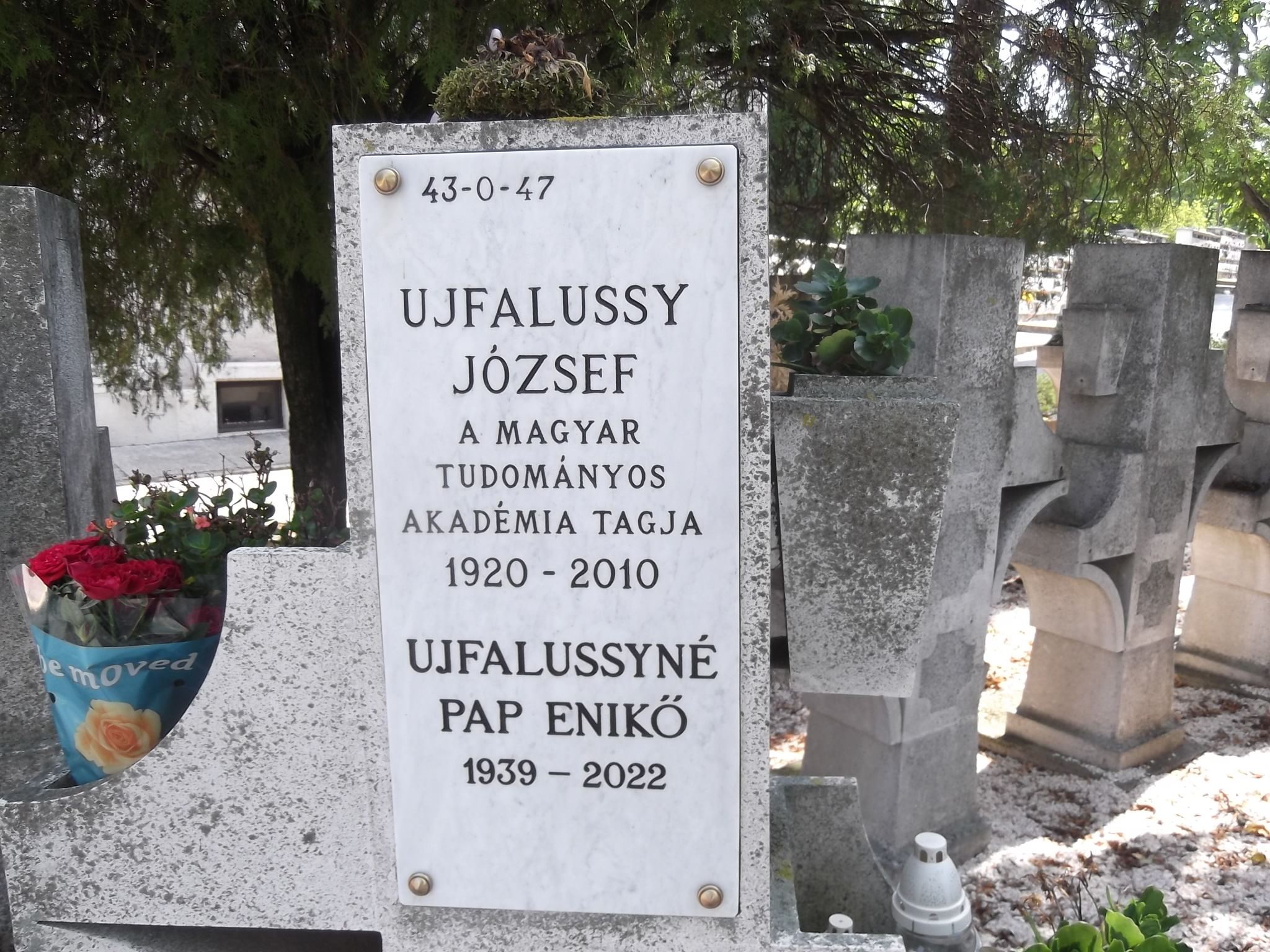
Ujfalussy József és felesége sírja a Farkasréti temetőben

Ujfalussy József (Debrecen, 1920. február 13. – Budapest, 2010. január 22.) Kossuth- és Széchenyi-díjas magyar zenetörténész, zeneesztéta, egyetemi tanár. 1973 és 1985 között a Magyar Tudományos Akadémia(MTA) levelező, majd 1985-től rendes tagja. 1985 és 1993 között az MTA alelnöke. 1961-től az MTA Bartók Archívum, illetve Zenetudományi Intézet munkatársa, 1973 és 1980 között az intézet igazgatója. 1980-tól 1988-ig a Liszt Ferenc Zeneművészeti Egyetem rektora, 1995 és 1998 között a Károli Gáspár Református Egyetem rektora. Fő kutatási területe a zenei közlő közeg jelentéstani szerkezetének és logikájának vizsgálata, illetve a 20. századi zenetörténet, különösen Bartók Béla és Claude Debussy munkássága.

## Életpályája
1938-ban érettségizett a Debreceni Református Kollégiumban, majd a Debreceni Tudományegyetem görög–latin és művészettörténet szakának hallgatója lett. Itt 1943-ban szerzett tanári diplomát, 1944 pedig sikerrel védte meg Homérosz eposzait elemző doktori értekezését. 1946 és 1949 között a Zeneművészeti Főiskolán tanult, zeneszerzést Veress Sándor,  karvezetést Ferencsik János vezetésével. Legfontosabb tanárai Bartha Dénes, Szabolcsi Bence és Kodály Zoltán voltak. 1948 és 1955 között a Vallás- és Közoktatásügyi, majd a Népművelési Minisztérium Zenei Osztályának előadója, majd osztályvezetője és főosztályvezetője lett.
1955-ben a Zeneművészeti Főiskola tanárává nevezték ki, zeneelméletet és zeneesztétikát kezdett el oktatni. Végigjárta az oktatói ranglétrát, egyetemi tanári kinevezést is kapott. 1980-ban az egyetemmé átalakított Zeneakadémia rektorává választották. Az intézményt nyolc éven át, 1988-ig vezette. 1990-ben professor emeritusi címet kapott. 1995 és 1998 között a Károli Gáspár Református Egyetem rektora lett (ahol az egyetemen alapítása óta tanított, egy ideig a Himnológiai Intézetet is vezette).
Egyetemi munkája mellett 1961-től az MTA Bartók Archívumában is dolgozott, 1969-es megalakulása után az MTA Zenetudományi Intézet munkatársa lett. 1973-ban, Szabolcsi Bence halála után vette át az intézet igazgatói posztját, amelyet egyetemi rektorrá választásáig, 1980-ig viselt. 1980-ban tudományos tanácsadói, 1987-ben pedig kutatóprofesszori megbízást kapott.
1962-ben lett a zenetudományok kandidátusa, 1973-ban az MTA doktora. 1973-ban a Magyar Tudományos Akadémia levelező, 1985-ben pedig rendes tagjává és alelnökévé választották. Alelnöki tisztségét 1993-ig viselte. 1994 és 1997 között az Országos Akkreditációs Bizottság tagja, 1995 és 1996 között az MTA Doktori Tanács elnöke volt. Emellett 1992-ben a Magyar Esztétikai Társaság elnökévé is megválasztották.

## Munkássága
Fő kutatási területe a zeneesztétika és a 20. századi zenetörténet volt. Egyike lett a marxista zenetudomány és zeneesztétika első jelentős, nemzetközi elismertséget szerző magyarországi képviselőinek. Vonatkozó kutatásaiban különösen a zenei közlő közeg jelentéstani szerkezetének és logikájának problémaköre érdekelte, illetve az a kérdés, hogy a mindennapos emberi tevékenység, illetve ennek különféle mozzanatai miképpen absztrahálódnak a zene alapelemeivé. Legfontosabb kapcsolódó munkájának, A valóság zenei képe című, 1962-ben megvédett kandidátusi disszertációjának külföldön is nagy visszhangja volt, a disszertációból készült kötetet többek között szlovák nyelvre is lefordították.
Tipológiai szempontból elemezte 18–20. századi zeneszerzők műveit, de Bartók Béla, Claude Debussy és Liszt Ferenc munkásságán keresztül a zenei modernitás, illetve a korszerűség kérdéseivel is sokat foglalkozott. 1959-ben megjelenő Debussy-könyve és Bartók Béláról írt kétkötetes monográfiája (1965) a Gondolat Kiadó reprezentatív zeneszerzői életrajzsorozatának első olyan darabjai voltak, amelyek modern komponisták munkásságát mutatták be a hazai közönség számára. A Bartók-kötet idehaza három kiadást élt meg, majd angolul, németül, oroszul és litvánul is megjelenhetett. Meghatározó tanulmányokat írt Kodály Zoltánról is.
Jelentős volt szerkesztói és oktatói munkássága is. Munkatársa volt a Magyar Zene és a Studia Musicologia című zenetudományi folyóiratoknak, a Zeneakadémia tanáraként pedig, előadásmódjával és tájékozottságával hallgatók generációira gyakorolt hatást. Az egyetem vezetőjeként később jelentősen fejlesztette a zenészoktatást az intézményben. Rektorként nagy szerepe volt abban, hogy a Károli Gáspár Református Egyetem megszilárdította az intézmény helyét a magyar felsőoktatásban.

## Díjai, elismerései
- Erkel Ferenc-díj (1961)
- Akadémiai Díj (1963)
- Kossuth-díj (1966)
- SZOT-díj (1972)
- Apáczai Csere János-díj (1985)
- Herder-díj (1987)
- a Debreceni Református Akadémia díszdoktora (1990)
- a Debreceni Egyetem díszdoktora (1993)
- Eötvös József-díj (1998)
- Kodály Zoltán-díj (2000)
- Széchenyi-díj (2006)
- Hazám-díj (2006)
- Pro Renovanda Cultura Hungariae különdíj (2008)
- Lukács György-díj (2009)

## Főbb publikációi
- Bartók-breviárium. Levelek, írások, dokumentumok; összeáll. Ujfalussy József; Budapest: Zeneműkiadó, 1958
- Achille-Claude Debussy; Budapest: Gondolat, 1959 (Kis zenei könyvtár, 7.)
- Az utolsó 15 év magyar zenéje 1-2.; Budapest: Népművelési Intézet, 1960 (Zenetörténeti és esztétikai akadémia)
- A valóság zenei képe. A zene művészi jelentésének logikája; Budapest: Zeneműkiadó, 1962
- Bartók Béla 1-2.; Budapest: Gondolat, 1965
- Az esztétika alapjai és a zene. Az Országos Liszt Ferenc Zeneművészeti Főiskola hallgatói részére. Kézirat; Budapest: Tankönyvkiadó, 1968
- Farkas Ferenc; Budapest: Zeneműkiadó, 1969 (Mai magyar zeneszerzők)
- Bartók Béla; 2. jav. kiad.; Budapest: Gondolat, 1970
- A magyar lírai költészet hagyományai Kodály művészetében; Debrecen: Kodály Zoltán Zeneművészeti Szakközépiskola, 1971
- Dokumentumok a Magyar Tanácsköztársaság zenei életéből; szerk. Ujfalussy József; Budapest: Akadémiai, 1973
- A műfaj-kategória sorsa és jelentősége a zeneesztétikában (1974)
- Bartók breviárium. Levelek, írások, dokumentumok; összeáll., bev. Ujfalussy József, szerk. Lampert Vera; 2. jav., bőv. kiad.; Budapest: Zeneműkiadó, 1974
- Bartók Béla; 3. jav. kiad.; Budapest: Gondolat, 1976
- A Liszt Ferenc Zeneművészeti Főiskola 100 éve. Dokumentumok, tanulmányok, emlékezések; szerk. Ujfalussy József; Budapest: Zeneműkiadó, 1977
- Zenéről, esztétikáról. Cikkek, tanulmányok; Budapest: Zeneműkiadó, 1980
- Tamino a válaszúton. Drámai párbeszéd és zenei cselekmény; Budapest: Zeneműkiadó, 1986
- Haláltánc. Variáció, építkezés, modális transzformáció Liszt Ferenc zenéjében. Akadémiai székfoglaló. 1986. március 17.; Budapest: Akadémiai, 1990 (Értekezések, emlékezések)